# ریکاردو کاپونیا
ریکاردو کاپونیا (انگلیسی: Riccardo Capogna؛ زادهٔ ۳۰ مارس ۱۹۸۸) بازیکن فوتبال اهل ایتالیا است.
از باشگاه‌هایی که در آن بازی کرده‌است می‌توان به باشگاه ورزشی لاتزیو، باشگاه فوتبال پارما، باشگاه فوتبال ارورا پرو پاتریا ۱۹۱۹، و باشگاه فوتبال کیاسو اشاره کرد.
وی همچنین در تیم ملی فوتبال زیر ۱۷ سال ایتالیا بازی کرده‌است.